# Герр, Майкл
Майкл Герр (англ. Michael Herr; 13 апреля 1940, Лексингтон, Кентукки — 24 июня 2016, Делхай, Нью-Йорк) — американский писатель

, сценарист, военный корреспондент.

## Биография
В 1967—1969 годах в качестве журналиста журнала «Эсквайр» освещал войну во Вьетнаме. На основе своих воспоминаний написал получившую большую известность книгу «Репортажи» (Dispatches, 1977), которую газета «Нью-Йорк Таймс» назвала лучшей книгой о Вьетнамской войне.
Автор шпионских романов, английский писатель Джон ле Карре назвал «Репортажи» лучшей книгой о мужчинах и войне в наше время, которую ему довелось прочесть.
Участвовал в работе над сценариями для фильмов «Апокалипсис сегодня», «Цельнометаллическая оболочка» и «Благодетель». До смерти проживал в Дели, Нью-Йорк, и продолжал писать киносценарии.